# SiRFstar III

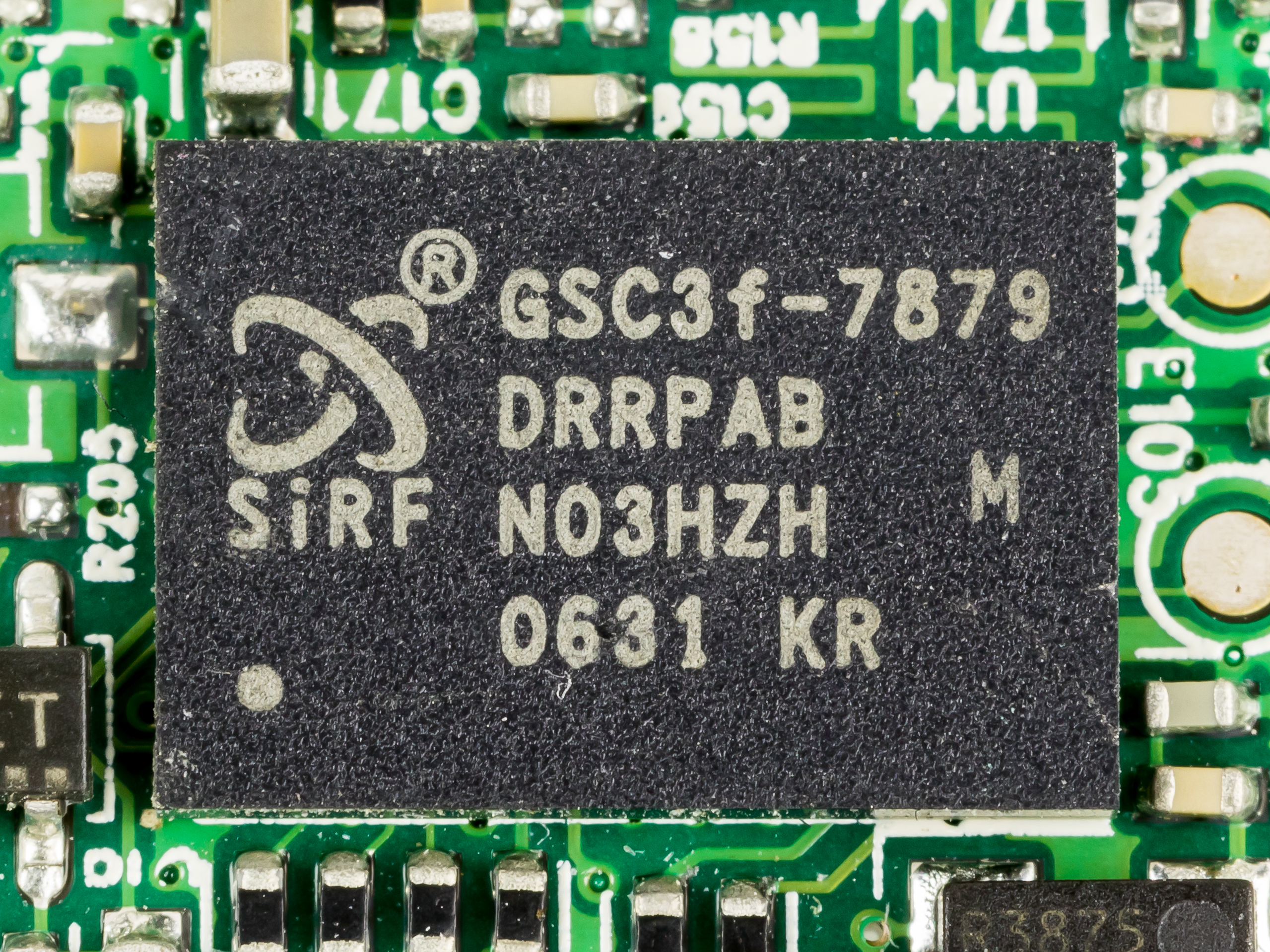
SiRFstarIII GSC3f

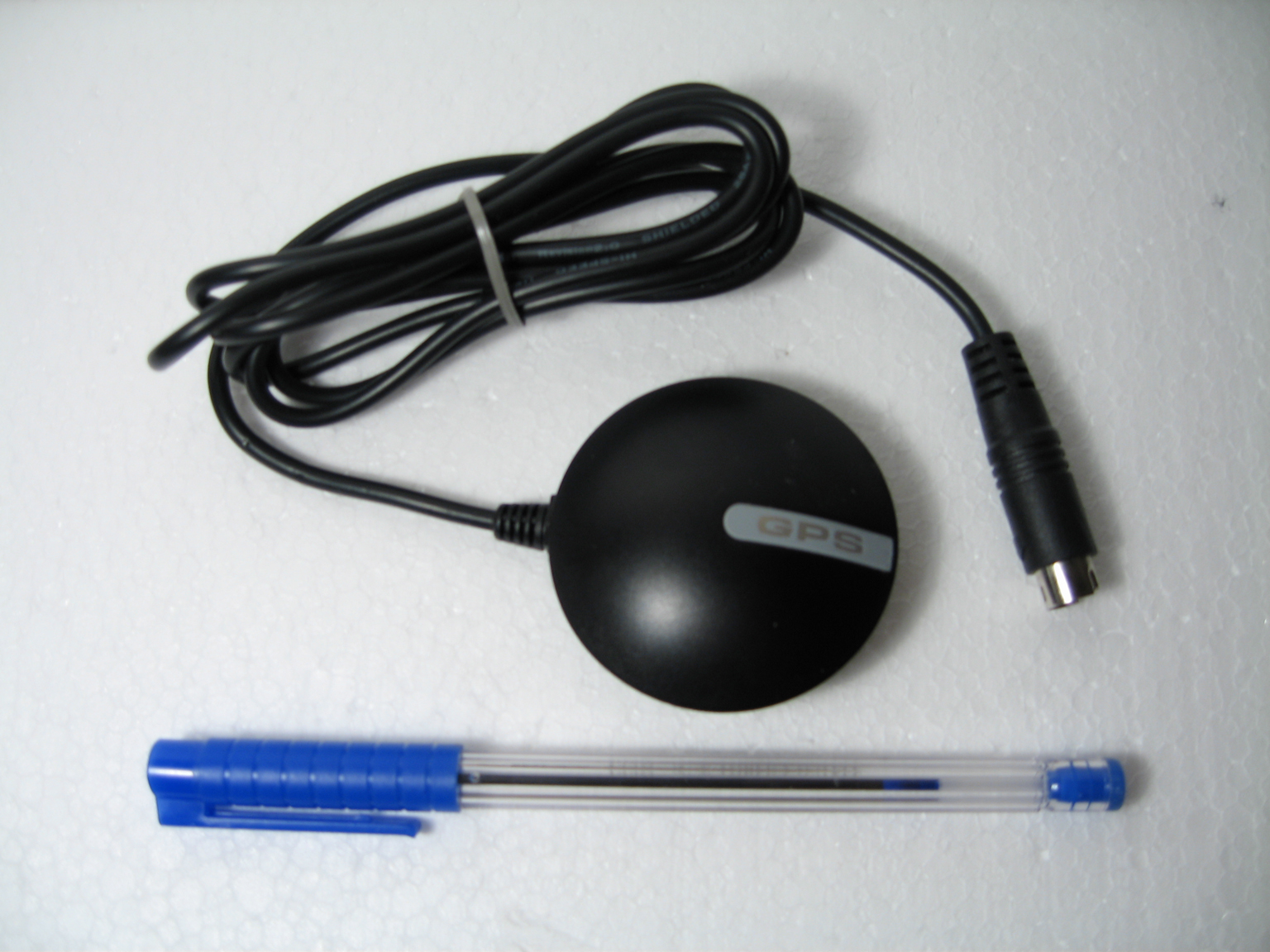
Um chip SiRFstarIII moderno baseado no receptor GPS de 20 canais com suporte a WAAS/EGNOS.

SiRFstarIII é um chip microcontrolador GPS de Alta Sensitividade fabricado pela SiRF Technology. Chips microcontroladores GPS interpretam sinais de satélites GPS e determinam a posição do receptor GPS. 

## Características
O chip SiRFstarIII é distinguido dos chips SiRF anteriores e dos chipsets GPS produzidos por outros fabricantes, amplamente devido a sua habilidade de adquirir e manter um sinal chave em ambientes urbanos ou densamente cobertos por floresta, e seu rápido Tempo para Primeira Fixação (Time to First Fix (TTFF)), o tempo que leva para que um receptor GPS capture os sinais de satélite e determine a posição inicial. As novas habilidades dos chips SiRFstarIII são possíveis por diversos fatores:
- Um receptor de 20 canais, o qual pode processar os sinais de todos os satélites WAAS e GPS visíveis simultaneamente.
- O chip consome 62 mW de potência durante operação contínua.
- GPS Assistido Reduz o tempo de TTFF para menos de 2 segundos. Ele o torna especialmente útil para os fabricantes de celulares acrescentarem funções de localização de serviços.
- Receptor com sensibilidade de -159 dBm quando rastreando; Receptores de GPS baseados neste chipset tem repetidamente apresentado performance superior a sistemas baseados em outros chipsets.[2] Analistas têm aclamado o chipset SiRFstarIII por sua capacidade superior de rastreio e sensibilidade.[3]

Além disso esta tecnologia é famosa por ter uma alta precisão, podendo chegar a margens de erro de 80 cm. 
No Brasil, a tecnologia é distribuida principalmente para rastreamento veicular.

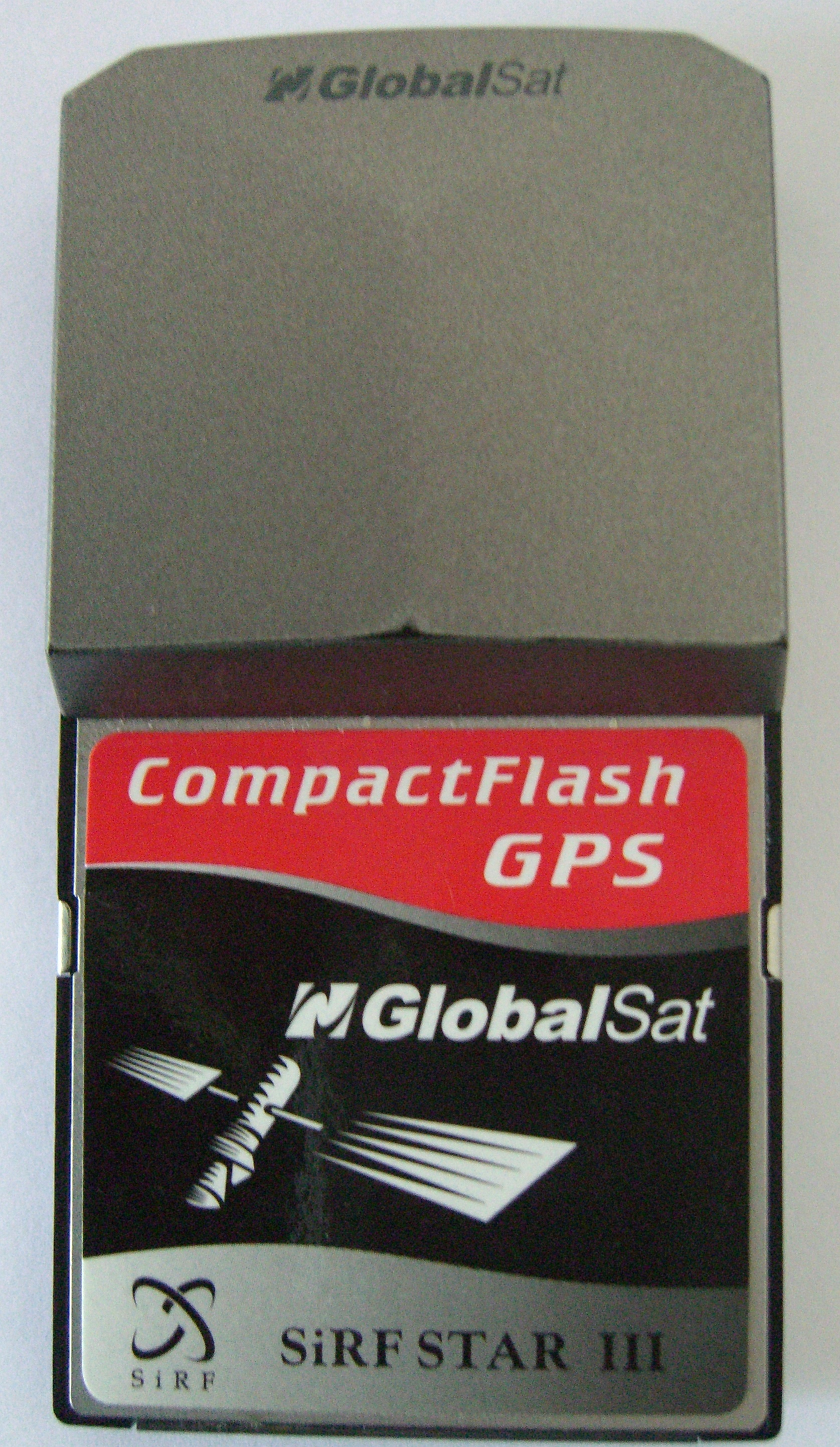
CompactFlash SirfStar III receiver.

## Fabricantes que utilizam o chipset SiRF III no mundo
Muitos fabricantes produzem receptores de GPS equipados com o chipset SiRF III. Os fabricantes a seguir produzem modelos automotivos, e modelos portáteis utilizando o chipset SiRF III: 
- Acer
- Antenova
- Audiovox
- Coban Tracker
- E-ten
- GlobalTop
- Holux
- HTC
- Hitachi
- Infoscape
- Invion
- LG
- Magellan Navigation
- Microsoft
- Mio Technology
- Motorola
- MWg
- Navman
- Nesavision (Nesa)
- Nextar
- Node
- Nokia
- Pharos
- Polar Electro
- Power Acoustik
- SmartCar
- Sony
- Visco
- Xsat
- 4DSat